# M42 (fotografia)

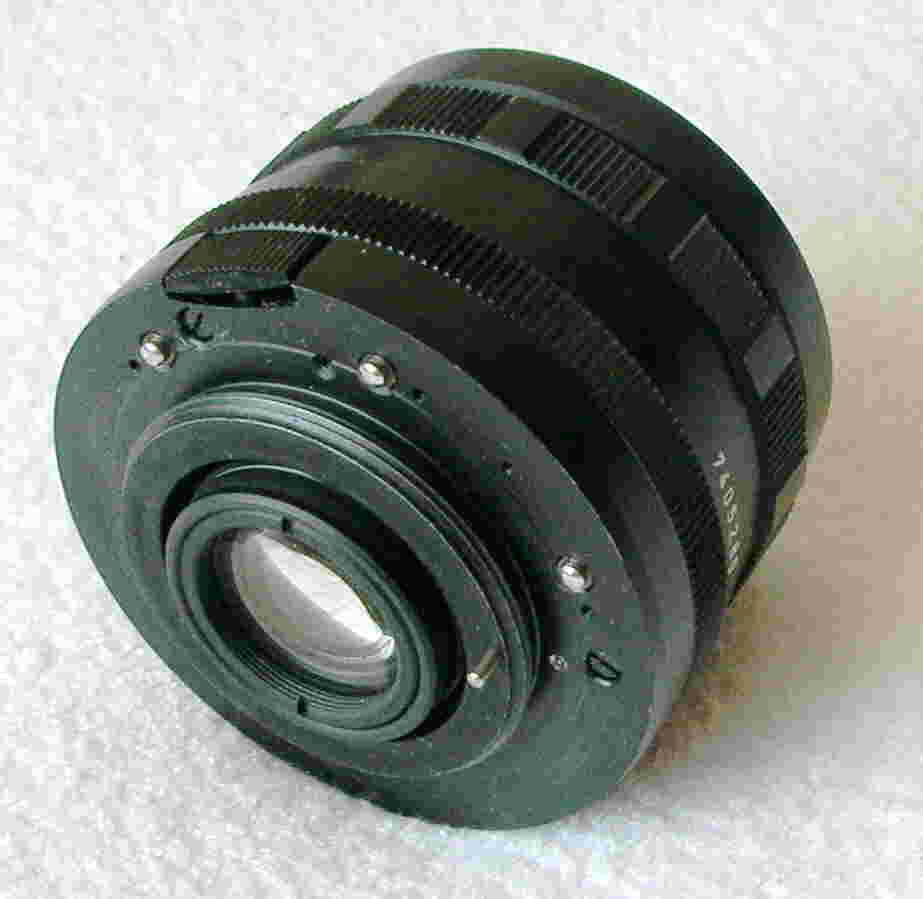
Zaawansowane mocowanie z popychaczem przysłony i stykami. Obiektyw Pentacon electric 2.8/29 lustrzanki Praktica

M42 – typ mocowania obiektywów w aparatach fotograficznych z wymienną optyką w postaci drobnozwojowego gwintu metrycznego M 42×1, stosowany powszechnie w starszych aparatach takich jak Pentax, Praktica, Ricoh, Yashica, Zenit i wielu innych, a stosowany także w wielu obiektywach firm zewnętrznych produkujących tylko obiektywy.
Po raz pierwszy mocowanie zastosowano w modelu Contax S firmy Zeiss z 1949 roku. W aparatach z wymienną optyką mocowanie było przez następne dekady bardzo popularne, a przez większość firm było stosowane aż do lat 70., gdy w końcu zostało zastąpione mocowaniami bagnetowymi, niekompatybilnymi pomiędzy producentami.
Obiektywy tego standardu są bardzo rozpowszechnione, w szczególności ze względu na ich niską cenę w porównaniu z nowymi obiektywami z mocowaniem bagnetowym i dodatkami typu AF (auto focus) czy stabilizacja obrazu. Są nadal produkowane.
Za pośrednictwem adapterów mogą być także montowane do części aparatów z bagnetem. Z lustrzankami Nikona nie pozwalają na ustawienie ostrości na nieskończoność bez zastosowania optyki korekcyjnej, która musi znajdować się w adapterze. W większości pozostałych wystarcza adapter w postaci pierścienia. Prawidłowo pracują z nowymi cyfrowymi lustrzankami Pentaxa i Samsunga, bezlusterkowcami Nikon z bagnetem Z, a także z Olympusem, Canonem, Minoltą, Sony Alfa oraz aparatami NEX (marki Sony). Pentax jako jedyny jest całkowicie zgodny ze starymi obiektywami M42 i do aparatów tej firmy można dostać po najniższej cenie przejściówki, tzw. adaptery, gdyż nie potrzebują one ani styków (Canon), ani też dodatkowej optyki (Nikon F).
Mniej popularny, ale również rozpowszechniony w mocowaniach obiektywów był gwint M39×1, stosowany np. w sowieckich aparatach marki FED. Istnieją również adaptery M42/M39 w postaci obustronnie gwintowanych pierścieni.

## Wersje mocowania M42
- zwykłe – tylko mechaniczne mocowanie obiektywu; np. Zenit E,
- auto – z popychaczem automatycznie przymykającym przysłonę; np. Praktica MTL 3,
- electric – ze stykami światłomierza, pozwalającymi mierzyć oświetlenie przy otwartej przysłonie; np. Praktica VLC 3.

Adaptery do mocowania w wersji auto zawierają poziomy pierścień, o który opiera się popychacz, chowając się w całości. Istnieją również adaptery uniwersalne, tzn. z wyjmowalnym pierścieniem.